# Nanette macht alles
Nanette macht alles ist ein deutsches Stummfilmlustspiel aus dem Jahre 1926 von Carl Boese mit Mady Christians in der Titelrolle.

## Handlung
Nanette, die resolute Perle des Hauses Haffner, macht, wie der Filmtitel verspricht, wirklich alles, damit sich ihre Herrschaften, Herr und Frau Haffner, wohl fühlen. Madame ist selten daheim, sodass Nanette eines Tages auf die Idee kommt, immer mehr in die Rolle der Hausherrin (und damit auch in deren Gewänder und Kleider) zu schlüpfen. Henny Haffner ist nämlich jung und attraktiv und will daher nicht in ihren eigenen vier Wänden (bzw. denen ihres etwas schlafmützigen Gatten Hans) versauern. Auch der Ehemann ist ein ziemlicher Luftikus; in Sachen Liebe, Treue und Finanzen hat er so ziemlich alles durcheinandergebracht. Nun bringt auch hier Nanette mit ihrer jugendlich-frischen Art die Dinge allmählich in Ordnung. 
In den Kleidern von Madame gibt Nanette die Henny und becirct zugleich den alten Generaldirektor Friedrich Westmann, den Chef Hans Haffners, auf derartige Weise, dass dieser seine bereits gegenüber den vermeintlichen Ehemann ausgesprochene Kündigung wieder zurücknimmt. So hat das Dienstmädchen bei Haffners ein Stein im Brett, und die mondäne Henny Haffner verzeiht der kleinen Angestellten sogar, dass Nanette ihre kostbaren Kleider angezogen hatte. Selbst Nanettes Bräutigam, der kleine Anstreichergeselle Gustav, der angesichts Nanettes ungeziemenden Aktivitäten zwischenzeitlich erst an Nanettes Treue, dann an ihrem Verstand gezweifelt hatte, verzeiht seiner patenten Herzdame.

## Produktionsnotizen
Nanette macht alles entstand im Februar 1926 im Terra-Glashaus, passierte die Filmzensur am 18. März desselben Jahres und wurde am 15. April 1926 in Berlins UFA-Theater Kurfürstendamm uraufgeführt. Der Sechsakter besaß eine Länge von 1918 Meter. 
Die Filmbauten gestaltete O. F. Werndorff.

## Kritiken
Das Neue Wiener Journal meinte: “Mady Christians präsentiert diese Paraderolle mit dem ihr eigenen entzückenden spieltalent.”
Im Kino-Journal hieß es knapp: “Eine sehr lustige, amüsante Sache.”
Österreichs Volksfreund urteile: “Der Erfolg dieses Films ist der entzückenden Darstellungskunst Mady Christians zuzuschreiben. Die Regie ist gut, die Photographie vorbildlich und die Innenräume sind geschmackvoll ausgeführt.”